# El conflicto evitable
El conflicto evitable (The Evitable Conflict en inglés) es un cuento de Ciencia ficción de Isaac Asimov.  Apareció por primera vez en el ejemplar de junio de 1950 de la revista Astounding Science Fiction y posteriormente apareció en las colecciones  Yo, Robot (1950), The Complete Robot (1982) y Visiones de robot ✍ (1990).

## Historia
El conflicto evitable es un cuento de ciencia ficción escrito por Isaac Asimov. Publicado por primera vez en junio de 1950 en la revista Astounding Science Fiction, es parte de la antología Yo, Robot y también ha sido incluido en otras colecciones de cuentos de Asimov. Fue publicado por primera vez en italiano en 1963.

Las "máquinas", potentes computadoras positrónicas que se utilizan para optimizar la economía mundial y la producción de alimentos, comienzan a dar instrucciones que parecen ir en contra de sus funciones. Aunque cada uno de estos problemas es insignificante, el mero hecho de que existan crear una gran alarma en el mundo Coordinador Stephen Byerley (ya apareció en la prueba). Así que decidió consultar a los otros cuatro coordinadores regionales (Regiones del Este, Tropical, Europea y del Norte respectivamente) para saber lo que pensaban, y finalmente decidió ponerse en contacto con la robopsicóloga Susan Calvin. Después de una larga charla, juntos descubren que las máquinas han generalizado la primera ley de la robótica al convertirla en "un robot no puede dañar a la humanidad, ni puede permitir, por su falta de intervención, que la humanidad reciba daño" (una anticipación a la ley Cero más tarde hipotetizada por R. Daneel Olivaw en robots y El Imperio). Al final de la historia, la Dra. Calvin concluye que las anomalías "son actos deliberados de máquinas, que les permiten perpetrar un pequeño daño a personas individuales seleccionadas para evitar un gran daño al futuro de toda la humanidad." De hecho, las Máquinas han tomado la decisión de que la única manera de seguir la Primera Ley es tomar el control de la humanidad, y que por ironía, es uno de los eventos que las Tres Leyes deberían prevenir de cualquier manera. Asimov volvió a este tema en El sol desnudo y los robots del amanecer, en el que la influencia y el control no es una conspiración limitada como la de las máquinas, sino que es la influencia que una multitud de robots logran aplicar sin saberlo en el desarrollo de la humanidad.
- Datos: Q775223